# 尤登巴赫
尤登巴赫（德語：Judenbach，發音：[ˈjuːdn̩bax]）是德国图林根州松讷贝格县曾经的一个市镇，面积43.18平方千米，2016年12月31日人口为2,349人。2018年7月6日，尤登巴赫与另外2个市镇合并为新市镇弗里茨塔尔。